# ایستگاه متروی هانزلو غربی
ایستگاه متروی هانزلو غربی (انگلیسی: Hounslow West tube station) یکی از ایستگاه‌های خط پیکدیلی متروی لندن است.
این ایستگاه که در ناحیه هانزلو قرار دارد در سال ۱۸۸۴ میلادی تأسیس شده است.